# آگروباکتریوم
آگروباکتریوم نوعی باکتری گرم منفی است که توسط H. J. Conn شناسایی شد. این باکتری با استفاده از انتقال افقی ژن در گیاهان تومور ایجاد می‌کند. آگروباکتریوم تومفاسینس (Agrobacteriu tumefaciens) گونه ای از این جنس است که مورد مطالعه بیشتری قرار گرفته‌است.
آگروباکتریوم به دلیل توانایی اش در انتقال DNA بین خود و گیاهان به یک ابزار مهم در مهندسی ژنتیک تبدیل شده‌است. جنس آگروباکتریوم به طور کامل هتروژن (heterogeneous) است. در مطالعات تاکسونومی اخیر، گونه‌های آگروباکتریوم در جنس‌های جدیدی مانند Ahrensia Pseudorhodobacter, Ruegeria و Stappia طبقه‌بندی شده‌اند اما اغلب آنها در دسته Rhizobium قرار دارند.
آگروباکتریوم می‌تواند DNA را به تعداد قابل ملاحظه ای از موجودات زنده شامل بسیاری از دولپه‌ای‌ها و تک لپه‌ای‌ها در گونه‌های نهاندانه و بازدانگان منتقل نماید. به علاوه، آگروباکتریوم توانایی انتقال ژن به قارچ‌هایی مثل مخمر، آسکومیست‌ها و بازیدومیست‌ها را دارد.
در سال ۲۰۰۱ انتقال DNA به سلول انسانی توسط آگروباکتریوم گزارش شده‌است. اساس مولکولی و ژنتیکی طیف میزبان یک سویه آگروباکتریوم هنوز روشن نشده‌است.
مطالعات اولیه حاکی از این است که پلاسمید Ti در مقایسه با ژن‌های کرورموزومی، تعیین‌کننده ژنتیکی اصلی طیف میزبانی می‌باشد. نشان داده شده‌است که چندین مکان ژنی بیماریزایی (vir) بر روی پلاسمید Ti ازجمله virC و virF، در تعیین گونه‌های گیاهی که انتقال ژن به آنها می‌تواند صورت گیرد تا تومورهای گال تاجی ایجاد شود، نقش دارند. مشخص شده که مکان ژنی virH که قبلاً pinF نامیده می‌شد، در توانایی آگروباکتریوم در انتقال ژن به ذرت مؤثر می‌باشند. سایر ژنهای vir مثل virG نیز در بیماری‌زایی بیش از حد برخی سویه‌های خاص مشارکت دارند.

## پاتوژن گیاهی
آگروباکتریوم تومفاسینس باعث بیماری گال تاجی(crown-gall disease) در گیاهان می‌شود. این بیماری با رشد تومور مانند یا گال بر روی گیاه آلوده (اغلب در محل اتصال بین ریشه و ساقه) شناخته می‌شود. تومورها به علت انتقال یک قطعه DNA (T-DNA) ایجاد می‌شود. این قطعه T-DNA از پلاسمید القاکنندهٔ تومور باکتریایی (bacterial tumor-inducing (Ti) plasmid) و با مکانیسم هم یوغی انتقال می‌یابد.
پلاسمید T-DNA به صورت نیمه تصادفی به ژنوم سلول میزبان وارد می‌شود و بیان ژنهای ایجاد کننده تومور موجود در T-DNA، باعث شکل‌گیری گال می‌گردد.

## پاتوژن انسانی
اگر چه آگروباکتریوم به طور کلی به عنوان یک عفونت گیاهی محسوب می‌شود، اما می‌تواند مسئول عفونت‌های فرصت طلب در انسان نیز باشد. این عفونت زمانی در انسان ایجاد می‌شود که سیستم ایمنی ضعیف باشد. این باکتری به عنوان یک عامل بیماریزای مهم در افراد سالم گزارش نشده‌است.
کاربرد در زیست فناوری
توانایی آگروباکتریوم در انتقال ژن به گیاهان و قارچ‌ها، باعث شده تا این باکتری در زیست فناوری و به طور خاص در مهندسی ژنتیک به منظور بهبود گیاهان استفاده شود. می‌توان از یک پلاسمید تغییر یافته Ti یا Ri برای انتقال استفاده کرد.
ژنهای القا کنندهٔ تومور از پلاسمید حذف شده و تنها قطعات ضروری T-DNA که شامل دو تکرار ۲۵ جفت بازی است باقی می‌ماند که حداقل یکی از آنها برای انتقال به گیاه مورد نیاز است. ژنی که قرار است به گیاه وارد شود به درون یک وکتور انتقالی گیاهی فرستاده می‌شود. این وکتور شامل ناحیهT-DNA ی پلاسمید ذکر شده به همراه یک نشانگر انتخابی (مانند مقاومت به آنتی‌بیوتیک) است. نشانگر انتخابی به منظور شناسایی گیاهانی که انتقال در آنها با موفقیت انجام شده، مورد استفاده قرار می‌گیرد.
گیاهان پس انتقال بر روی محیط‌های حاوی آنتی‌بیوتیک رشد داده می‌شوند تا آنهایی که T-DNA را به درون ژنوم خود راه نداده‌اند، بمیرند. یک روش جایگزین، آگرواینفیلتراسیون (agroinfiltration) است.
آگروباکتریوم همه گونه‌های گیاهی را آلوده نمی‌کند، اما چندین روش مؤثر دیگر برای انتقال ژن به گیاه وجود دارد که از آن جمله می‌توان تفنگ ژنی را نام برد.
آگروباکتریوم به عنوان وکتور یا حامل مواد ژنتیکی برای انتقال به سویا، پنبه، ذرت، چغندر قند، یونجه گندم، روغن کلزا (کانولا) و برنج مورد استفاده قرار گرفته‌است.

## ژنوم
توالی یابی ژنوم گونه‌های مختلفی از باکتری آگروباکتریوم، مطالعه تاریخ تکامل این موجودات را امکان‌پذیر کرده‌است و اطلاعاتی را در رابطه با ژنها و سیستم‌های درگیر در بیماریزایی (pathogenesis)، کنترلهای زیستی و همزیستی (symbiosis) فراهم کرده‌است. یک یافتهٔ مهم این احتمال را نشان می‌دهد که در بسیاری از این باکتری‌ها، پلاسمیدها منشأ کروموزوم‌های در حال شکل‌گیری هستند. یافته‌ای دیگر نشان می‌دهد که ساختارهای کروموزومی متنوع در این گروه آنها را قادر به زندگی به دو شیوه همزیستی و انگلی کرده‌است. شناخت بیشتر توالی ژنوم گونه‌های باکتری آگروباکتریوم باعث افزایش درک عملکرد و تاریخچه تکاملی این گروه از میکروب‌های گیاهی می‌شود.

## تاریخچه
مکانیسم انتقال ژن بین آگروباکتریوم و گیاهان توسط مارک ون مونتاگ و جوزف شل در دانشگاه گنت (بلژیک) کشف شد. این کشف منجر به توسعه روش‌هایی برای تغییر آگروباکتریوم به یک سیستم انتقالی کارآمد برای مهندسی ژن در گیاهان گردید.
بافت پینه ای (کالوسی) سالم و دارای رشد سریع پیش شرطی ضروری برای تراریزش گیاهان به کمک اگروباکتریوم می‌باشد.

پلاسمید Ti در آگروباکتریوم